# Anna Pawłowska (siatkarka)
Anna Pawłowska (ur. 22 lutego 1998) – polska siatkarka, grająca na pozycji libero. 

## Sukcesy klubowe
Mistrzostwo I ligi:
- 2016, 2022[8]